# 곰돌이 푸 (책)
《곰돌이 푸》(영어: Winnie-the-Pooh)는 영국의 작가 A. A. 밀른과 영국의 삽화가 E. H. 셰퍼드가 1926년에 출간한 동화책이다. 이 책은 100에이커 숲이라는 가상의 공간을 배경으로 하며, 의인화한 테디 베어 곰돌이 푸와 그의 친구들 크리스토퍼 로빈, 피글렛, 이요르, 올빼미, 토끼, 캉가, 루의 모험을 다룬 단편 소설 모음집으로 이루어져 있다. 《곰돌이 푸》는 주인공 푸에 관한 밀른의 두 이야기 모음 중 첫 번째 이야기이며, 두 번째 이야기는 1928년에 출간한 《푸 코너에 있는 집》(The House at Pooh Corner)이다. 밀른과 셰퍼드는 당시 영국 유머 잡지 《펀치》를 위해 협력했으며 1924년에는 시집 《우리가 아주 어렸을 때〉(When We Were Very Young》를 만들었다. 시집 속 인물 중에는 아들의 장난감을 모델로 한 테디베어 셰퍼드도 있었다. 그 후 셰퍼드는 밀른에게 그의 아들 크리스토퍼 로빈 밀른의 장난감에 대한 글을 쓰자고 제안했고, 그 장난감은 《곰돌이 푸》의 캐릭터에 대한 영감이 되었다.

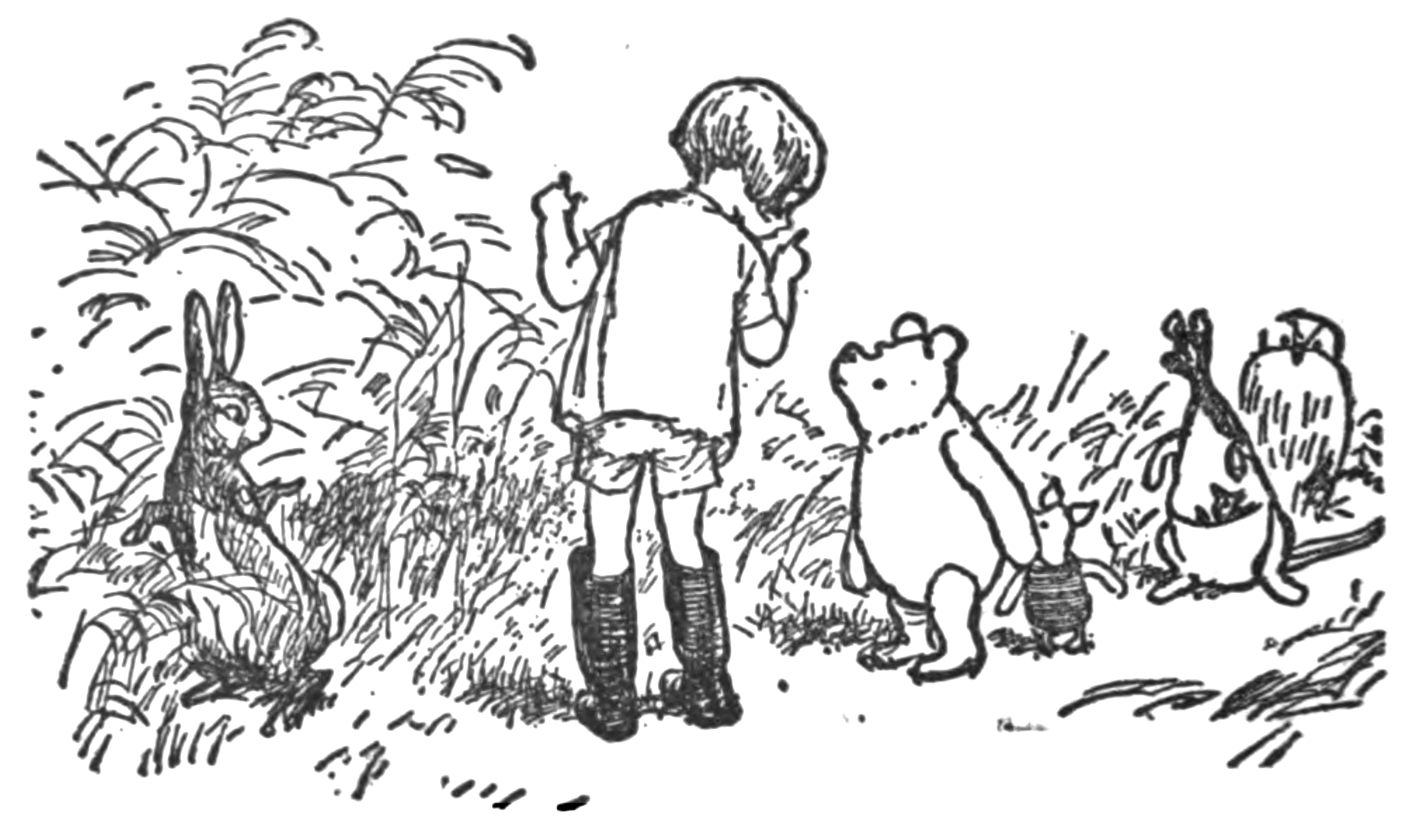
E. H. 셰퍼드가 그린 《곰돌이 푸》(1926) 속 삽화

이 책은 1926년 10월 14일에 출판되었으며 비평가들의 호평과 상업적인 성공을 거두어 연말까지 15만 부가 팔렸다. 그러나 이 책에 대한 비판적인 시선도 있었는데 《곰돌이 푸》는 현실에서 일어나고 있는 문제와 분리된 이상향인 아르카디아를 나타내고 있으며 의도적인 하위 텍스트가 없다는 비판이었다. 최근에는 긍정적인 여성 캐릭터가 부족하다는 비판이 제기되고 있기도 하다.(《곰돌이 푸》 속 유일한 여성 캐릭터인 캉가가 나쁜 엄마로 묘사된다.)
《곰돌이 푸》는 50개 이상의 언어로 번역되었다. 1958년 《곰돌이 푸》의 라틴어 번역본인 Winnie ille Pu는 뉴욕 타임즈 베스트셀러 목록에 오른 최초의 외국어 도서였으며, 라틴어로 된 유일한 도서였다. 이 책의 이야기와 등장인물들은 다른 미디어에서 각색되었는데, 특히 1966년 2월 4일에 개봉한 코미디 영화 《못생긴 닥스훈트》(The Ugly Dachshund)와 동시 상영된 《곰돌이 푸 - 곰돌이 푸와 꿀 나무》를 시작으로 월트 디즈니 컴퍼니에 의해 프랜차이즈로 만들어졌다. 영국을 포함한 다른 국가에서는 저작권으로 보호하고 있다.